# Dépénalisation du droit des affaires
La dépénalisation du droit des affaires, est une promesse faite par Nicolas Sarkozy, le 30 août 2007, lors de son discours à l'université du Medef.
La garde des sceaux, Rachida Dati, a mis en place le groupe de travail sur la dépénalisation du droit des affaires, le jeudi 4 octobre 2007.
Pour Rachida Dati, « un risque pénal excessif (...) entrave l'activité économique ». « Il est un frein à son développement. C'est un risque diffus et difficile à cerner, qui paralyse l'initiative économique, au lieu simplement de l'encadrer pour éviter les dérives ». 
Rachida Dati attend des membres de ce groupe de travail de « poser les limites », et d'être « libres et inventifs ».

## Groupe de travail
Le groupe de travail se compose d'une vingtaine d'avocats, magistrats, professeurs et dirigeants d'entreprise. Il est présidé par Jean-Marie Coulon, ancien président de la cour d'appel de Paris.
L'objectif fixé est de réfléchir à des modifications du droit pour éviter qu'une sanction pénale ne vienne s'ajouter à celle d'une autre juridiction (Conseil de la concurrence, les prud'hommes ou le tribunal de commerce).

## Anecdote
Le jour de la mise en place du groupe de travail, l'Affaire EADS faisait les gros titres des journaux.

## Thématiques
Les thèmes qui pourraient être concernés sont :
- les peines d'amendes qui punissent le franchissement de seuil sans déclaration dans les prises de participation, d'après Rachida Dati,
- la majoration d'apports en nature dans une SA ou une SARL,
- les délais de prescription de l'ABS,

Les thèmes qui pourraient ne pas être concernés sont :
- l'abus de biens sociaux (ABS), d'après Laurent Wauquiez

Les thèmes dont on ne sait pas s'ils pourraient être modifiés sont :
- le délit d'initié, évoqué dans l'affaire EADS.

## Critiques
Pour le Parti communiste français, la majorité voudrait « offrir un permis de tricher au patronat » en créant une « véritable invitation à tricher en toute impunité ».